# Josef Goldschmidt
Josef Goldschmidt (hebrejsky: יוסף גולדשמידט, žil 1907 – 25. července 1981) byl izraelský politik a poslanec Knesetu za stranu Mafdal.

## Biografie
Narodil se ve Frankfurtu nad Mohanem v Německu. Studoval na ješivě. Absolvoval Frankfurtskou univerzitu, Mnichovskou univerzitu a Londýnskou univerzitu. Získal osvědčení pro středoškolskou výuku biologie, chemie a zeměpisu. V roce 1935 přesídlil do dnešního Izraele. Pracoval jako středoškolský učitel.

## Politická dráha
V letech 1942–1948 byl školním inspektorem v židovských školách. V letech 1948–1952 pak byl inspektorem škol napojených na hnutí Mizrachi. V letech 1952–1953 pracoval jako zástupce ředitele úřadu ministerstva školství a v letech 1953–1958 byl ředitelem odboru náboženského školství při tomto ministerstvu. V roce 1974 byl místostarostou Jeruzaléma.
V izraelském parlamentu zasedl po volbách v roce 1969, do nichž šel za stranu Mfdal. Mandát získal ovšem až dodatečně, v prosinci 1969, jako náhradník za Josefa Burga. Stal se členem parlamentního výboru pro vzdělávání a kulturu, výboru finančního, výboru pro ústavu, právo a spravedlnost, výboru pro jmenování soudců a výboru pro záležitosti vnitra. Předsedal podvýboru pro zákony. Ve volbách v roce 1973 mandát neobhájil. Zastával i vládní funkce. V letech 1969–1970 byl náměstkem ministra vnitra.